# Chasmichthys gulosus
Chasmichthys gulosus é uma espécie de peixe da família Gobiidae e da ordem Perciformes.

## Morfologia
- Os machos podem atingir 11,7 cm de comprimento total.
- Número de vértebras: 33.[4][5]

## Habitat
É um peixe de clima temperado e demersal que vive entre 0–2 m de profundidade.

## Distribuição geográfica
É encontrado no Japão, Coreia e o Mar Amarelo.

## Observações
É inofensivo para os humanos.